# 呂号第三十八潜水艦
|          |                                                                         |
| 艦歴     |                                                                         |
| 計画     | 昭和16年度計画（マル臨計画）                                            |
| 起工     | 1942年6月20日                                                           |
| 進水     | 1942年12月24日                                                          |
| 就役     | 1943年7月24日                                                           |
| その後   | 1943年11月9日消息不明                                                   |
| 亡失認定 | 1944年1月2日                                                            |
| 除籍     | 1944年4月30日                                                           |
| 性能諸元 |                                                                         |
| 排水量   | 基準：960トン 常備：1,109トン 水中：1,447トン                           |
| 全長     | 80.50m                                                                  |
| 全幅     | 7.05m                                                                   |
| 吃水     | 4.07m                                                                   |
| 機関     | 艦本式22号10型ディーゼル2基 電動機、2軸 水上：4,200馬力 水中：1,200馬力 |
| 電池     | 1号15型240コ                                                            |
| 速力     | 水上：19.8kt 水中：8.0kt                                                |
| 航続距離 | 水上：16ktで5,000海里 水中：5ktで45海里                                 |
| 燃料     | 重油                                                                    |
| 乗員     | 61名                                                                    |
| 兵装     | 40口径8cm高角砲1門 25mm機銃連装1基2挺 53cm魚雷発射管 艦首4門 魚雷10本   |
| 備考     | 安全潜航深度：80m                                                       |

呂号第三十八潜水艦（ろごうだいさんじゅうはちせんすいかん）は、日本海軍の潜水艦。呂三十五型潜水艦（中型）の4番艦。

## 艦歴
1941年（昭和16年）の昭和16年度計画（マル臨計画）により、1942年（昭和17年）6月20日、三菱重工業神戸造船所で起工。1942年12月24日進水。1943年（昭和18年）7月24日に竣工し、二等潜水艦に類別。同日、舞鶴鎮守府籍となり、訓練部隊である第一艦隊第11潜水戦隊に編入された。
10月31日、第六艦隊第34潜水隊に編入。
同日、呂38は呉を出港し、11月8日に、トラックに到着。19日、甲潜水部隊に編入され、マキン・タラワ方面へ向かうべくトラックを出港していくのを最後に消息不明。
アメリカ側にも記録はなく、艦長の野村俊治少佐以下乗員77名全員行方不明(戦死認定)。
1944年（昭和19年）1月2日、ギルバート諸島方面で亡失と認定され、4月30日に除籍された。

## 歴代艦長

### 艤装員長
- 不詳

### 艦長
- 野村俊治 少佐：1943年7月24日 - 1944年1月2日戦死認定[2]